# JALラウンジ
JALラウンジ (ジャルラウンジ、英: JAL Lounge) は、日本航空 (JAL) が運営するラウンジ（特別待合室）である。

## 概要
日本航空が設置するラウンジは、国内線搭乗者用と国際線搭乗者用がある。
- 国内線搭乗者向けにはダイヤモンドプレミアラウンジ・サクララウンジがある[1]。
- 国際線搭乗者向けにはJALファーストクラスラウンジ・サクララウンジがある[2]。

これらは高品質なインテリアと余裕のある空間に加え、無料でさまざまなサービスが提供される。
利用基準はJALマイレージバンクの会員ステイタス、または、搭乗クラスによって決められている。
また、ワンワールドの上級会員ステータスを所持していて利用基準に合致した場合でも利用できる。また、この利用基準に合致しない者でも、日本航空で自社運航便を予約した場合に限り、別途料金を支払えば利用できる。
エコノミークラス利用者でも、会員ステータスや追加料金なしにラウンジの利用が可能な路線もある。2024年4月時点で、羽田空港発ロンドン・ヒースロー空港行きのJAL41便に限り、（一部のサービスを除いて）5階のJALサクララウンジを利用可能である。深夜0時〜1時台に羽田を出発し出発後すぐに消灯になる関係上、全てのクラスにおいて離陸から約8時間後と遅れて機内食が提供されるためである。

## サービス

### サクララウンジ
サクララウンジでは、ソファ席とテーブル席が用意されるほか、ファクス・コピー機・無線LAN・シャワー室・喫煙室・トイレなどが準備されたコーナーがあり、無料でソフトドリンク・アルコール類（ビールを中心とするが、福岡空港では焼酎が用意されたり那覇空港では泡盛が用意されたりするなど、地方によって異なる。）・つまみ・新聞（当日の地元紙や英語もしくは地元の言語の新聞を中心とした朝刊・夕刊）・雑誌・機内誌「SKYWARD」が提供される。他には、「こどもラウンジ」・「レディースラウンジ」もある。
また、空港によっては、マッサージ室や更衣室が設置されていたり、無料で軽食も準備されている。国際線のサクララウンジでは、軽食を摂れるように、パン・寿司・おにぎりや「うどんですかい」などが供されていることもあるが、各空港のサクララウンジごとに提供されるサービスが異なる。
JALのラウンジ名物の一つとして、「JAL特製オリジナルビーフカレー」がある。このカレーライスは東京国際空港、成田国際空港と中部国際空港の国際線ラウンジに限り提供されている。2020年に新型コロナウイルス感染症が猛威を振るい、国際線の需要がなくなってしまった時期に利用客からこのカレーが食べたいという声が多く上がったことから、同年の8月からJAL直属のショッピングサイト「JAL Mall」にて通信販売が開始され、以降は東京の空港だけではなく自宅内でもこのビーフカレーを楽しめるようになった。中部国際空港サクララウンジでも2025年3月末より再開した際、このカレーが提供されるようになった。かつての同空港や関西国際空港、現在も国外のサクララウンジでは、それぞれオリジナルのカレーが提供されている。

### ファーストクラスラウンジ
JALファーストクラスラウンジ・ダイヤモンドプレミアラウンジでは、サクララウンジのサービスに加え、専用のカウンター・手荷物クローク・保安検査場が用意されている。ラウンジのレセプションで航空券のステータスプリントを確認した後、ラウンジ内の保安検査場でセキュリティチェックが行われる。チェック項目は通常の保安検査場と同一だが、搭乗客への扱いはより丁重に行われる。
ラウンジ設備はサクララウンジとほぼ同等だが、サクララウンジには無いマッサージチェアが準備され、パン・おにぎり・スープ等の無料サービスがある。使い捨てのコースター・ナプキン・おしぼりが専用の仕様である。また、最大の特徴として、繁忙時間帯でもサクララウンジで発生するような満席にはならない。
なお、サクララウンジと同様に、JMBダイヤモンド (JML)・JGCプレミア (JGP) については本人以外に同伴者1人も利用可能だが、搭乗する機材のファーストクラス席利用はファーストクラスの搭乗券を持つ本人のみとなる。また、ここでは、JALファーストクラスラウンジ・ダイヤモンドプレミアラウンジクーポン以外のラウンジクーポンを使用できない。

### 共用ラウンジ
JALファーストクラスラウンジ・ダイヤモンドプレミアラウンジ・サクララウンジはハブ空港の一部にのみ設置されている。それ以外の空港にはサクララウンジ単体、もしくはANAとの共有ラウンジ（青森空港・中部国際空港・関西国際空港国内線・熊本空港・宮崎空港）が設置されている。利用基準は基本的に共通である。
関西国際空港の国際線では、、「KIX Lounge Premium」が利用できる。JAL自社運航の中長距離国際線も発着するハブ空港ながら、ターミナル改修によって各航空会社のラウンジが設置できなくなったためである。JMB elite・JMB elite Plus会員の入室こそ不可能なものの、JGC以上の上級会員あるいは、プレミアムエコノミークラス・ビジネスクラス以上に搭乗するだけで、他社のファーストクラスラウンジ利用客と同じラウンジが利用できる。サイン類や運営はJALラウンジがベースとなっている。

## ラウンジ設置空港
日本航空 (JAL) の航空路線が設定されている空港を抜粋し、同社の運営ラウンジを記載する。他の空港ではワンワールド加盟航空会社との共用ラウンジなどが提供される。
- 日本国内の空港にある国際線のサクララウンジの場合には、チェックイン時に搭乗券に入室できるラウンジ名がプリントされる。
- 外国の空港にある国際線のサクララウンジの場合には、チェックイン時にラウンジの入室カードが手渡されることが多い。

### 国内線
- 東京国際空港

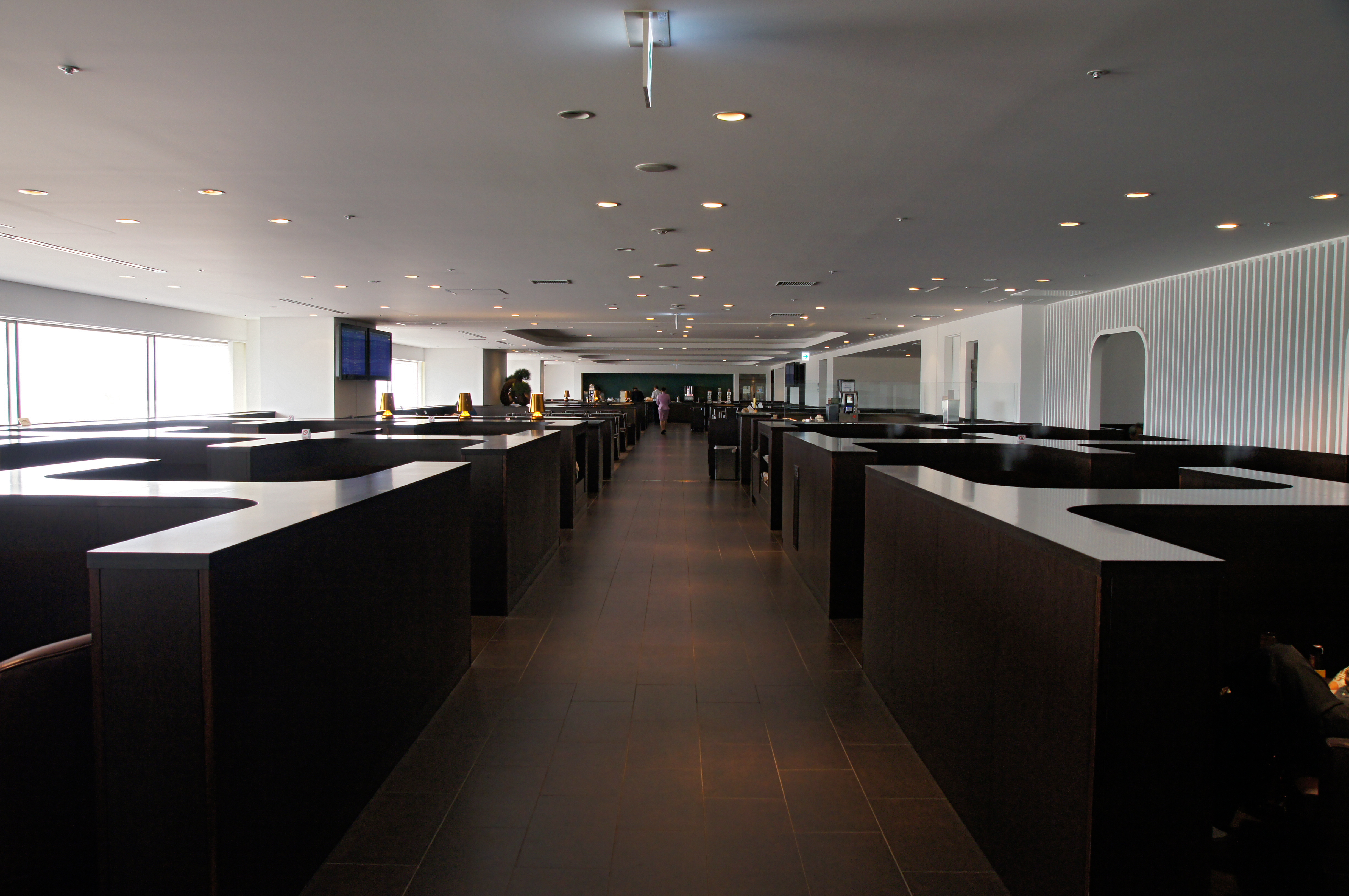
東京国際空港国内線のダイヤモンド・プレミアラウンジ

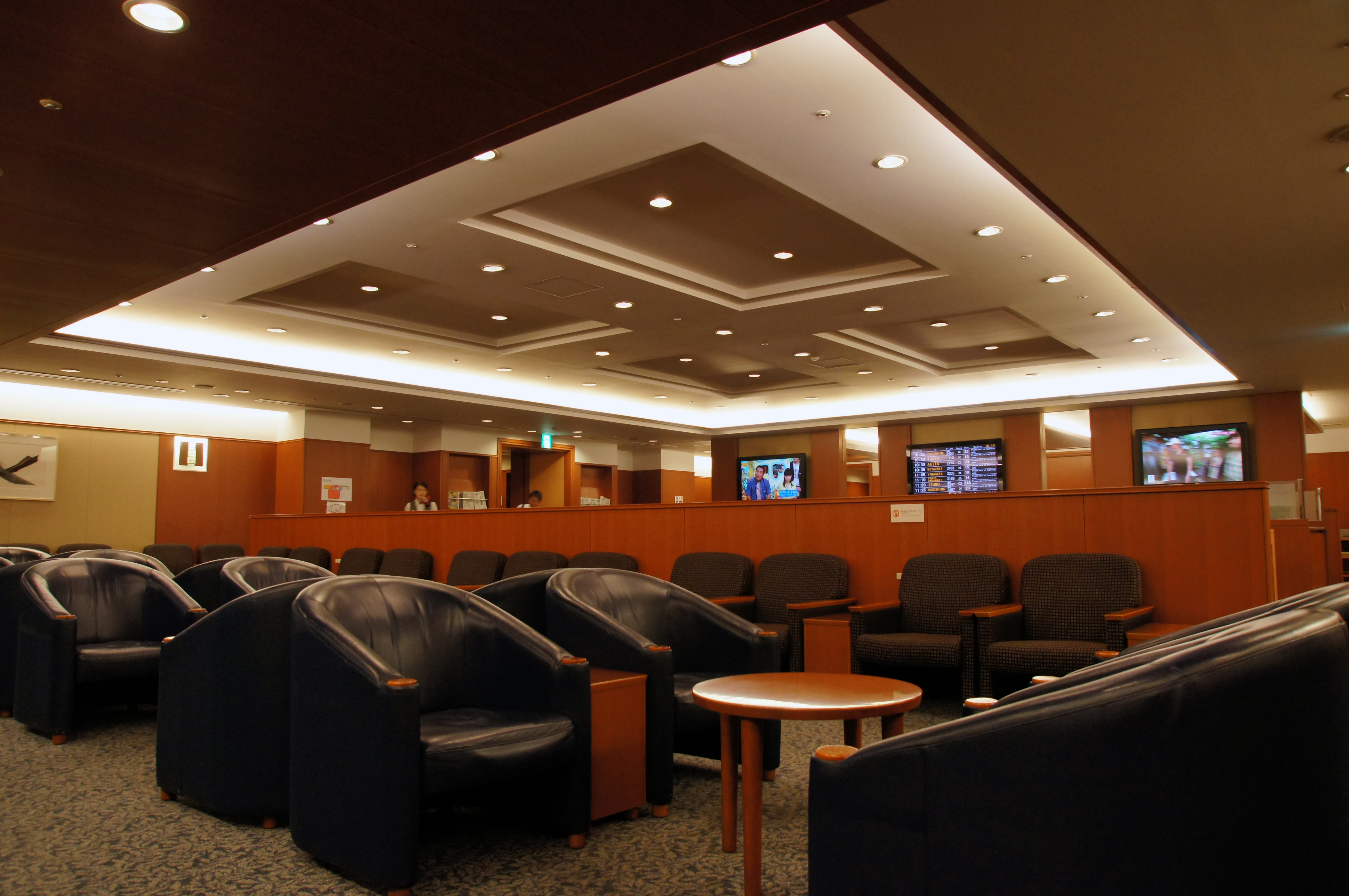
大阪国際空港のサクララウンジ

  - ダイヤモンドプレミアラウンジ - 南ウイング:117席、北ウイング:186席
  - サクララウンジ - 南ウイング:350席、北ウイング:392席
- 成田国際空港 サクララウンジ - 102席
- 大阪国際空港
  - ダイヤモンドプレミアラウンジ - 112席
  - サクララウンジ - 175席
- 新千歳空港
  - ダイヤモンドプレミアラウンジ[16]
  - サクララウンジ
- 仙台空港 サクララウンジ - 32席
- 小松空港 サクララウンジ - 55席
- 岡山空港 サクララウンジ
- 広島空港 サクララウンジ - 41席
- 松山空港 サクララウンジ - 24席
- 福岡空港
  - ダイヤモンドプレミアラウンジ
  - サクララウンジ
- 鹿児島空港 サクララウンジ - 39席
- 那覇空港
  - ダイヤモンドプレミアラウンジ
  - サクララウンジ - 85席[17]

#### 廃止
- 関西国際空港 国内線サクララウンジ

### 国際線

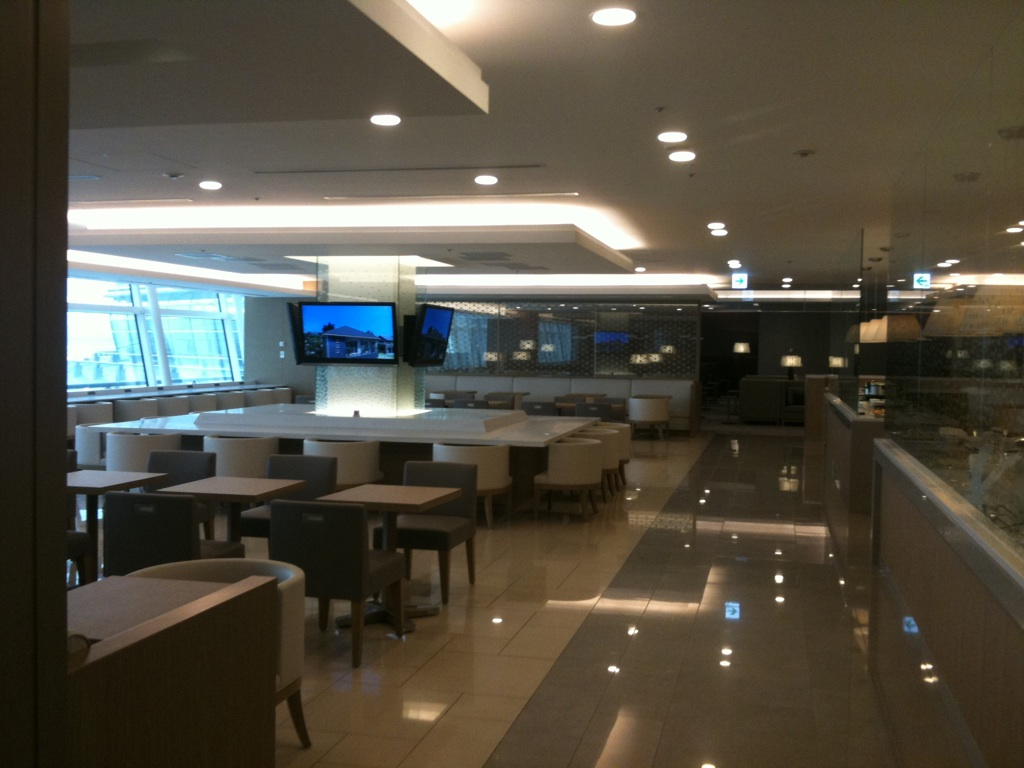
東京国際空港国際線のサクララウンジ

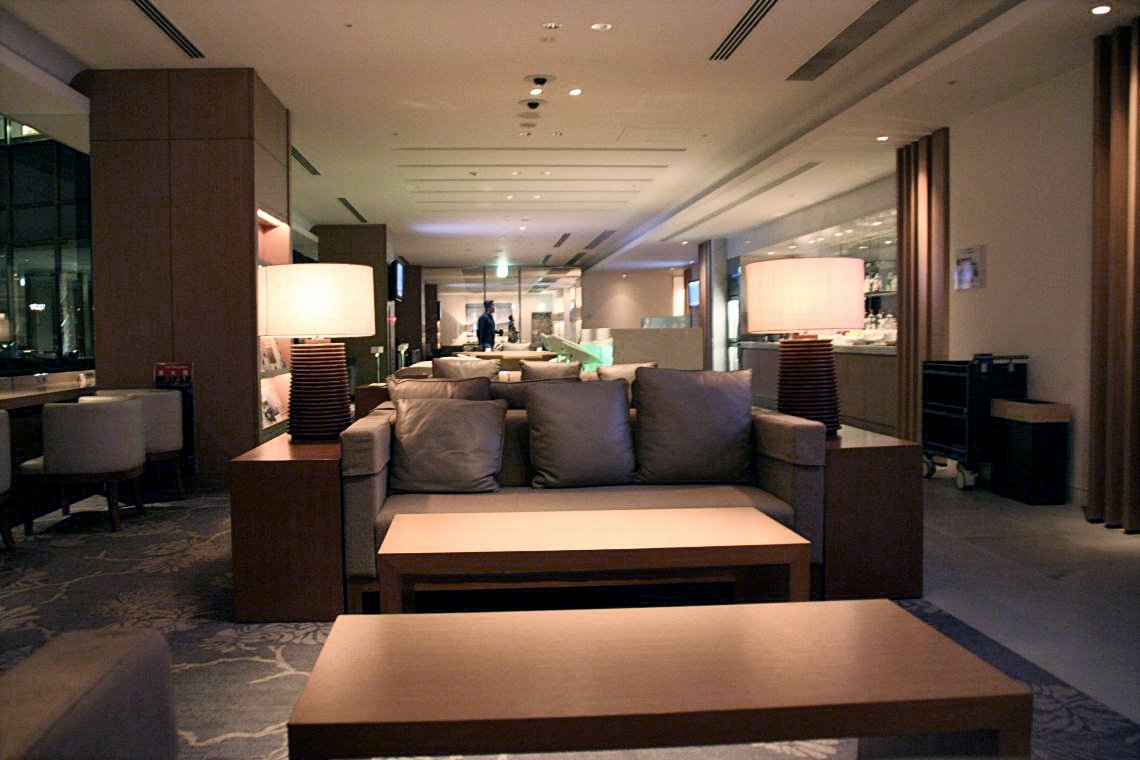
成田国際空港国際線のサクララウンジ

#### 現存
- 東京国際空港 第3ターミナル 
  - JALファーストクラスラウンジ
  - サクララウンジ (4F)
  - サクララウンジ スカイビュー (5F)
- 成田国際空港 第2ターミナル 本館 
  - JALファーストクラスラウンジ (2F,3F)
  - サクララウンジ (3F,4F)
- 中部国際空港 サクララウンジ
- ニノイ・アキノ国際空港 サクララウンジ
- スワンナプーム国際空港 サクララウンジ
- フランクフルト空港
  - JALファーストクラスラウンジ
  - サクララウンジ
- ダニエル・K・イノウエ国際空港
  - サクララウンジ
  - サクララウンジ・ハレ (有料ラウンジ)

#### 廃止
- 成田国際空港 第2ターミナル サテライト - JALファーストクラスラウンジ・サクララウンジ
- 関西国際空港 - JALファーストクラスラウンジ・サクララウンジ（KIX Lounge Premiumで代替）
- 福岡空港　国際線サクララウンジ[18]（自社運航便の廃止後も2015年まで存続していた）
- 上海浦東国際空港 サクララウンジ
- 台湾桃園国際空港 JAL桃園空港ラウンジ
- サンフランシスコ国際空港 サクララウンジ
- 仁川国際空港 サクララウンジ